# Station Tarbes
Station Tarbes is een spoorwegstation in de Franse gemeente Tarbes.
Het wordt bediend door de TGV richting Parijs via Bordeaux, door de Intercity Toulouse - Hendaye en door de treinen van de TER Occitanie.